# Rękojemstwo
Jeżeli edytujesz kod źródłowy, to aby uzyskać taki efekt: teoria, elektronem, Witolda Gombrowicza – twórz linki według składni: [[teoria]], [[elektron]]em, [[Witold Gombrowicz|Witolda Gombrowicza]].

Rękojemstwo (daw. zagwarantowanie czegoś, synonimy: poręczenie, rękojmia) – w najdawniejszym prawie polskim było rodzajem zastawu osobistego, w którym rękojemca, zobowiązując się wobec wierzyciela, uwalniał dłużnika od odpowiedzialności. Wygaśnięcie rękojmi następowało w dwóch przypadkach: spłaceniu długu przez rękojemcę lub samego dłużnika.

## Stosunek rękojemcy do wierzyciela
Formą pierwotną, wobec której wykształciła się rękojmia, była jej wyłączna i bezwzględna odpowiedzialność. Oznaczało to, że dłużnik dawał wierzycielowi rękojmię jako przedmiot, na który ten mógł dochodzić swoich praw – jednocześnie dając ją, dłużnik, spełniał swoje zobowiązanie. Warto nadmienić, że w tamtych czasach rękojemstwo (rękojmię) stawiano na równi z zapłatą długu.
W tym „układzie”, pomiędzy dłużnikiem a wierzycielem stawał rękojmia (rękojemca), który zastępował zupełnie tego pierwszego. Jednak w wyniku tego, z jednego stosunku pomiędzy dłużnikiem i wierzycielem rodziły się dwa:
- Stosunek rękojemcy do wierzyciela.
- Stosunek dłużnika do rękojemcy.

W wyniku tego, że rękojemca był odpowiedzialny bezwzględnie, wierzyciel nie musiał oczekiwać nadejścia terminu świadczenia przez dłużnika. Mógł zażądać spłaty lub spełnienia zobowiązania od razu. Dodatkowo nie było obowiązku dochodzenia tego prawa sądownie, lecz istniała możliwość przystąpienia do postępowania od razu (według zapisów Johannesa Wolerama). Z drugiej strony, w wyniku takiego zapisu rękojemca mógł świadczyć sam, bez względu na treść stosunku pomiędzy dłużnikiem a wierzycielem, co więcej, nie byłby zobowiązany oczekiwać do momentu wezwania tego pierwszego. Właśnie przez to coraz częściej zaczęto zastrzegać w umowach, że rękojmia nie ma prawa do świadczenia samodzielnie, ale wyłącznie w obecności dłużnika. Podobnie i sąd miał prawo wydać uchwałę, w której zabraniał wierzycielowi do bezwzględnego dochodzenia swojego prawa na rękojmi.

## Krótka historia rękojemstwa (rękojmi) w Polsce
Według jednego z ekstrawagantów Kazimierza Wielkiego, rękojemca wchodził w posiadanie przedmiotów majątkowych dłużnika, które następnie przekazywał wierzycielowi. Te i inne zjawiska doprowadziły do powstania w XVI w. poręczenia jako zobowiązania gwarancyjnego (subsydiarnego), które realizowane było dopiero wówczas, gdy dłużnik główny nie wykonał zobowiązania („Historia Państwa i Prawa Polskiego”, Tom I, W. Uruszczak). Warto wspomnieć, że w XVI wieku na Mazowszu, doszło do wykształcenia się, tzw. rękojemstwa kmieci. Było to poręczenie udzielane przez właściciela wsi, która przyjmowała chłopa, na rzecz właściciela osady, z której chłop zamierzał odejść bez pełnego zadośćuczynienia wartości wychodu. W tym wypadku rękojemca zobowiązywał się dopilnować, aby nowy osadnik wywiązał się ze wszystkich swoich zobowiązań wobec poprzedniego pana.